# Антипов Микола Андрійович
Мико́ла Андрі́йович Анти́пов — полковник юстиції Служби безпеки України. Кавалер ордена Данила Галицького (2019).

## Життєпис
У 2007 році — заступник начальника управління Головного управління по боротьбі з корупцією та організованою злочинністю СБУ.
У 2016 році — начальник відділу Головного департаменту з питань правоохоронної діяльності та протидії корупції Адміністрації Президента України.

## Нагороди
- Орден Данила Галицького (04.05.2019) — за значний особистий внесок у державне будівництво, соціально-економічний, культурно-освітній розвиток України, вагомі трудові здобутки та високий професіоналізм[3]
- Медаль «За бездоганну службу» III ступеня (2010)[4].
- почесне звання «Заслужений юрист України» (25.03.2015) — за вагомий особистий внесок у зміцнення національної безпеки, високий професіоналізм, зразкове виконання службового обов'язку та з нагоди Дня Служби безпеки України